# Brooklyn Botanic Garden

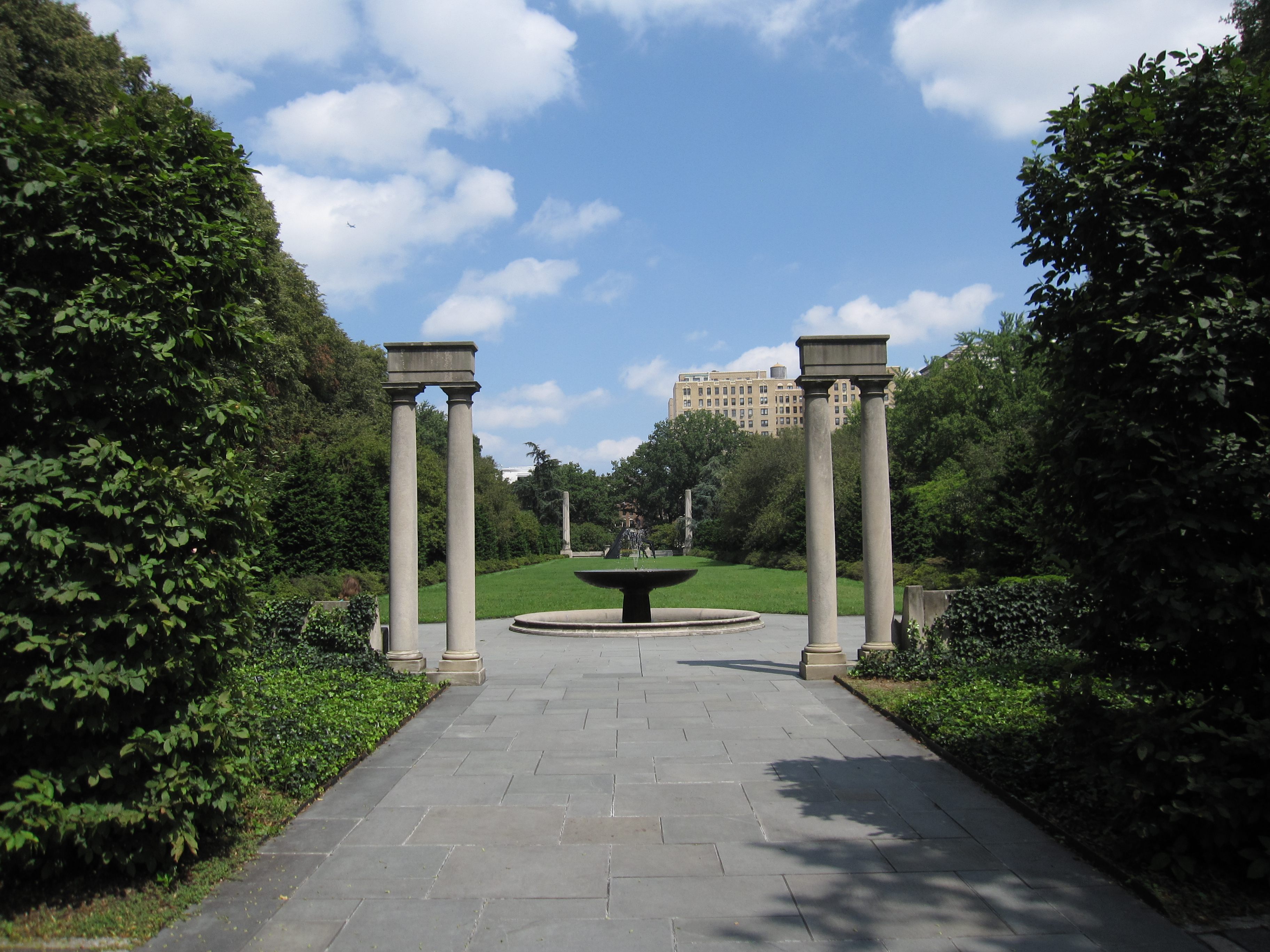
Brooklyn Botanic Garden

Brooklyn Botanic Garden (BBG) je botanická zahrada ve čtvrti Brooklyn v New York City. Nachází se v blízkosti Prospect Heights, Crown Heights, Flatbush a v sousedství Park Slope, zahrada o velikosti 21 ha obsahuje řadu speciálních „zahrad v zahradě,“ rostlinných sbírek, a Steinhardt Conservatory, kde sídlí životopis Starr Bonsai Museum, tři rostlinné pavilony zaměřené na zobrazení klimatických pásem, pavilon s vodními rostlinami, bahenními rostlinami, a uměleckou galerii. Společnost byla založena v roce 1910. Zahrada pěstuje více než 10 000 taxonů rostlin a každoročně přivítá více než 900 000 návštěvníků z celého světa.

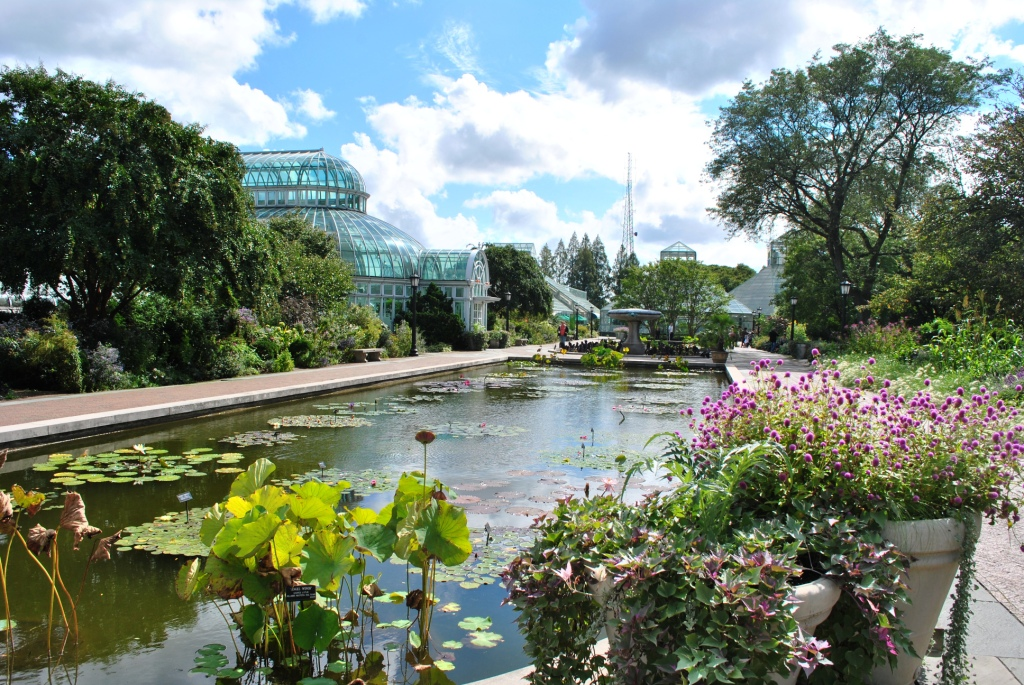

## Historie
Když Frederick Law Olmsted a Calvert Vaux tvořili konečné plány města ke schválení v roce 1860, měli eliminovat problematické rozdělení podél Flatbush. Severovýchodní část byla nepoužitelná, sloužila jako popela skládku. Legislativou v roce 1897 bylo vyhrazeno 16 ha pro botanickou zahradu, a zahrada sama byla založena v roce 1910.

## Zahradní úpravy a sbírky

### Třešně
V zahradě je pěstováno více než 200 třešní, čtyřiceti dva asijských druhů a odrůd, což zahradu činí jednu z hlavních třešňových sbírek mimo Japonsko. První třešně byly vysazeny v zahradě po I. světové válce, jako dar od japonské vlády. Každé jaro na BBG, kdy stromy jsou v plném květu, v měsíc trvajícím kvetení třešní se koná festival s názvem Hanami. Je pořádán v Cherry Esplanade a kulminuje o víkendu, jako oslava s názvem Sakura Matsuri. Návštěvníci sedí na poli trávy mezi řadami třešní. Třešně jsou pěstovány především na Cherry Esplanade a Cherry Walk, v japonském Hill-a-Pond Garden, ale i na mnoha dalších místech v zahradě. V závislosti na povětrnostních podmínkách, asijské kvetoucí třešně kvetou od konce března nebo na začátku dubna do poloviny května. Mnoho různých druhů kvete v mírně se lišícím období. Posloupnost kvetení je sledována on-line na Cherry Watch, na internetových stránkách BBG.

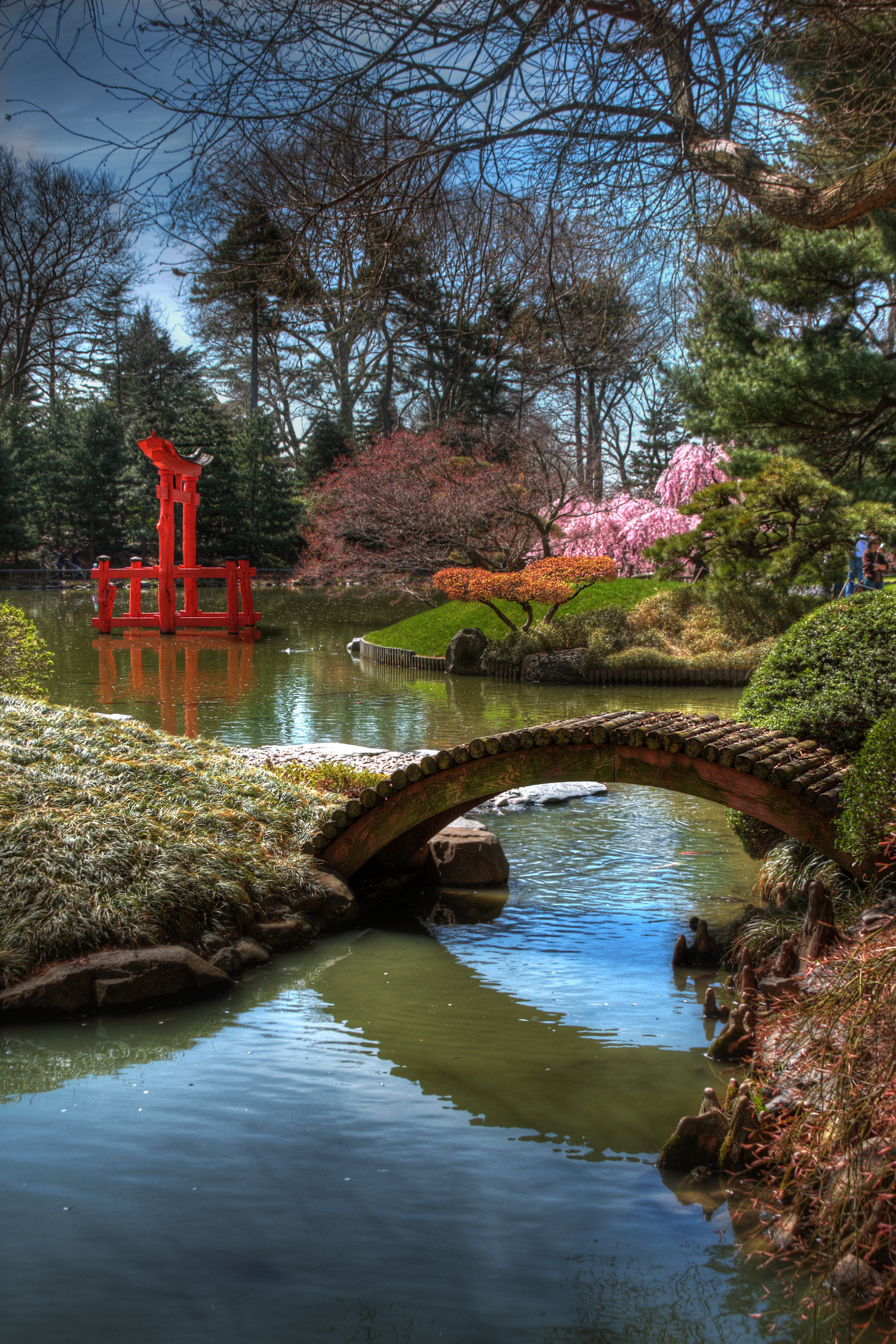
Japonská zahrada (most).

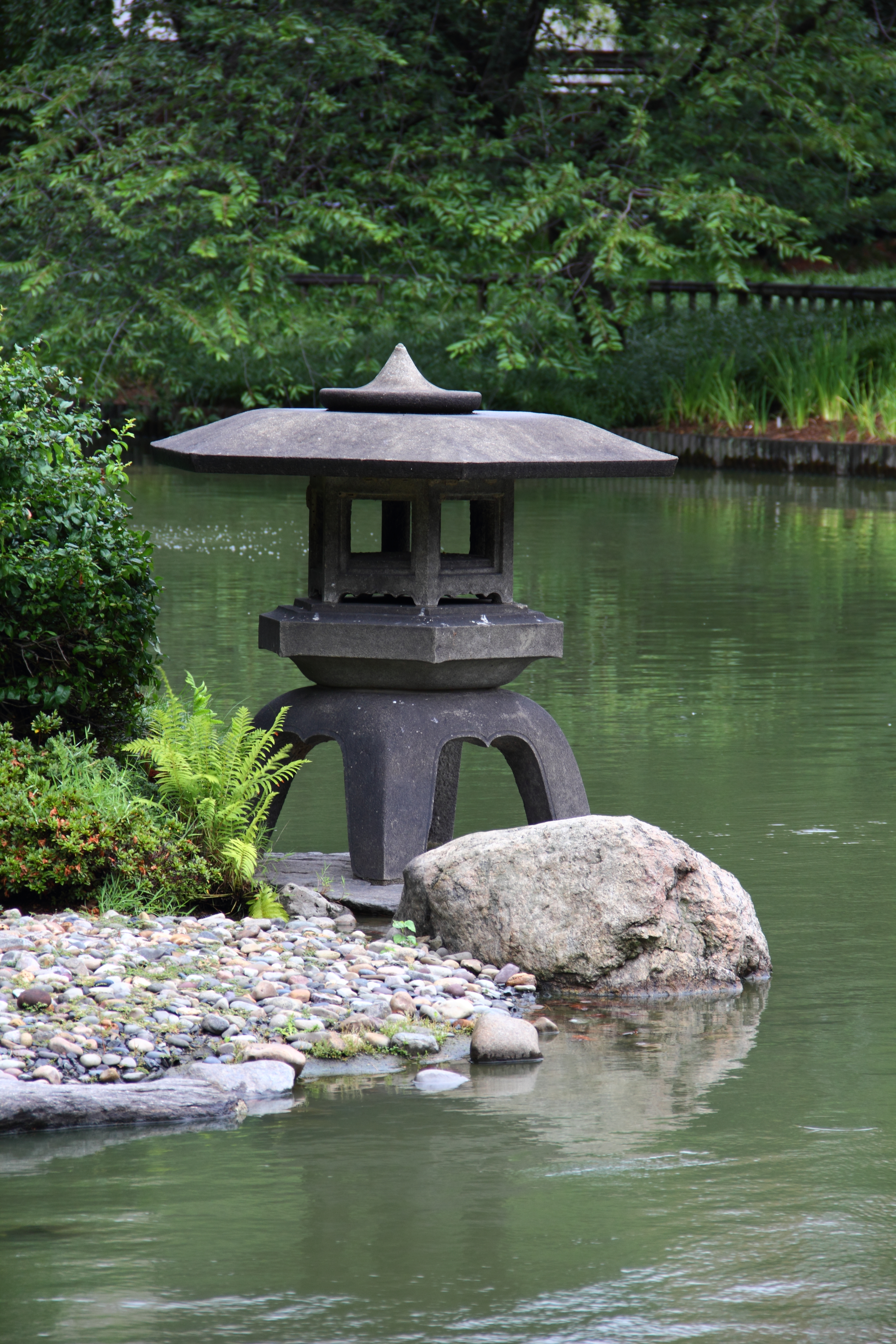
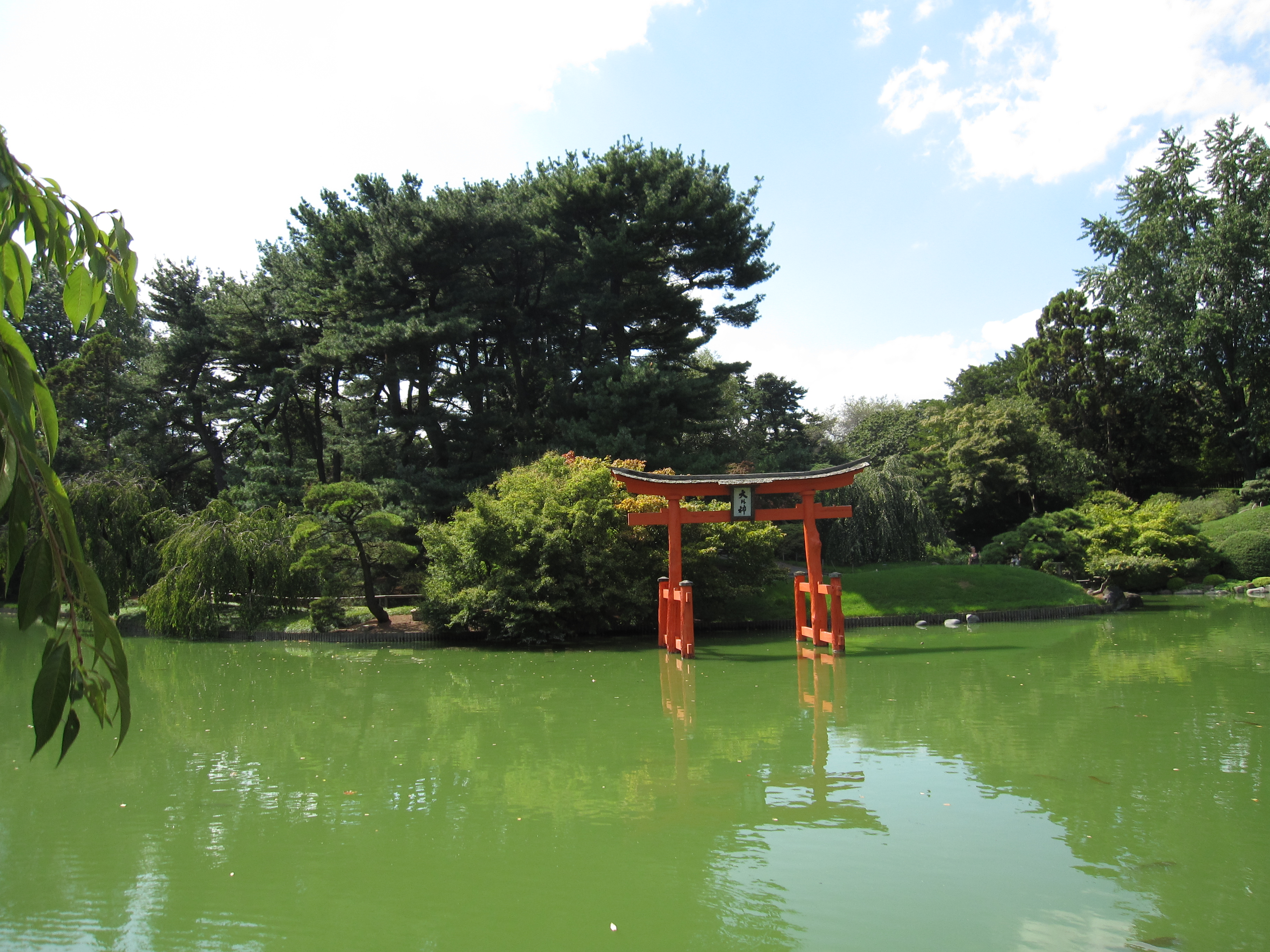
Japonská zahrada.
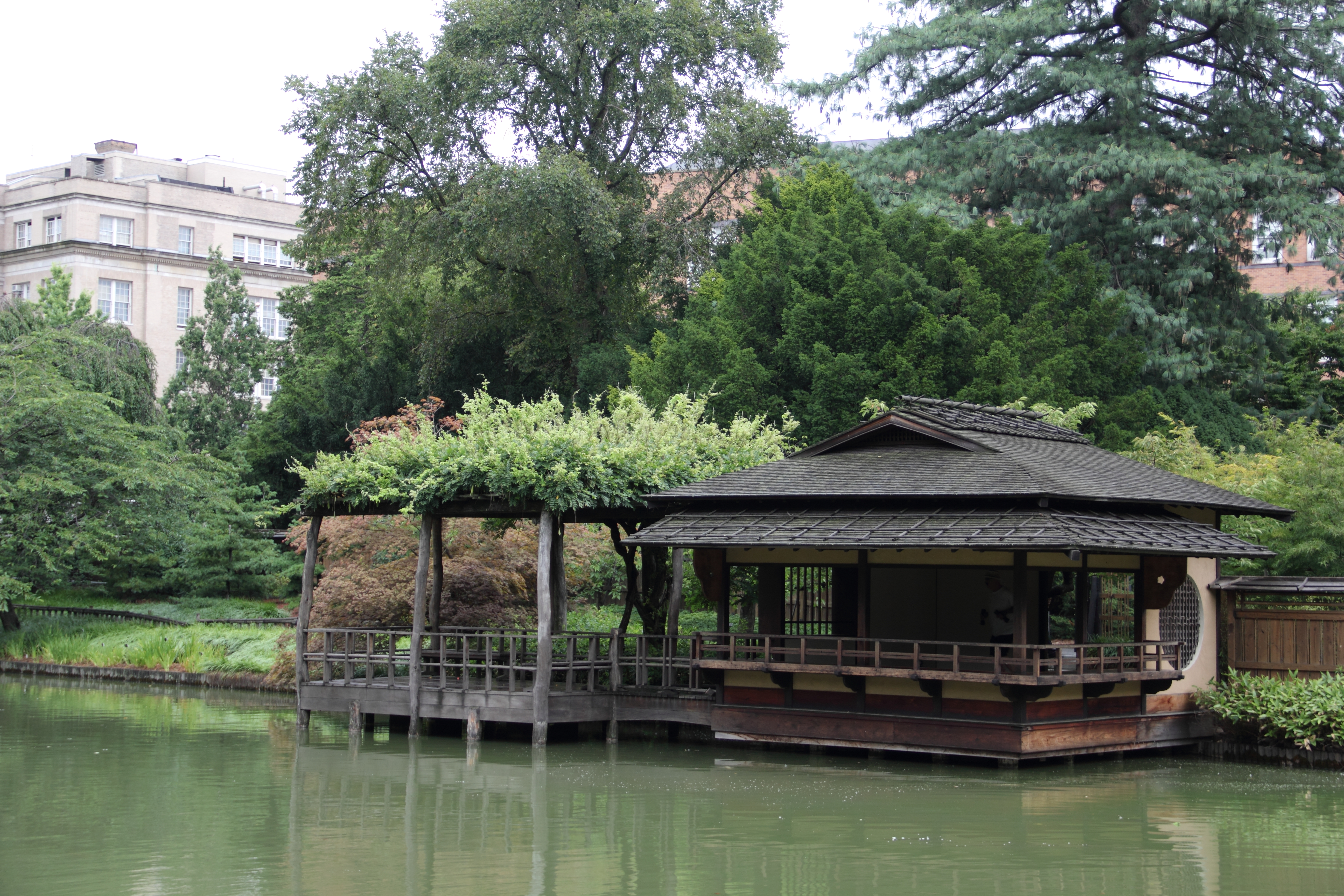

### Japanese Hill-and-Pond Garden
Japonská Hill-a-Pond Garden byla první japonská zahrada, která byla vytvořena v Americe jako veřejná zahrada. Byla postavena v roce 1914 a 1915 za cenu 13 000 dolarů, jako dárek začínající BBG od dobrodince Alfreda T. White. Poprvé byla otevřena pro veřejnost v červnu 1915. Byla považována mnoha zahradními architekty za mistrovské dílo. Tvůrcem byl japonský zahradní architekt Takeo Shiota (1881–1943). Shiota se narodil v malé japonské vesničce asi 40 mil (64 km) od Tokia, a v mládí strávil roky cestováním po Japonsku pěšky. Zkoumal jeho přírodní krajiny. Emigroval do Spojených států v roce 1907.

Na zahradě je vytvořena napodobenina starověkých zahrad. Místní zahrada o velikosti 1,2 ha obsahuje kopce, vodopád, rybník, a ostrov, všechno uměle vytvořeno. Pečlivě umístěné skály mají vedoucí roli v úpravě. Mezi důležité architektonické prvky v zahradě patří dřevěné mosty, kamenné lucerny, pavilony, brána, a svatyně šintoismu. Rybník je plný japonských koi kaprů, návštěvníci si mohou vychutnat prohlížení prvky podél cesty.

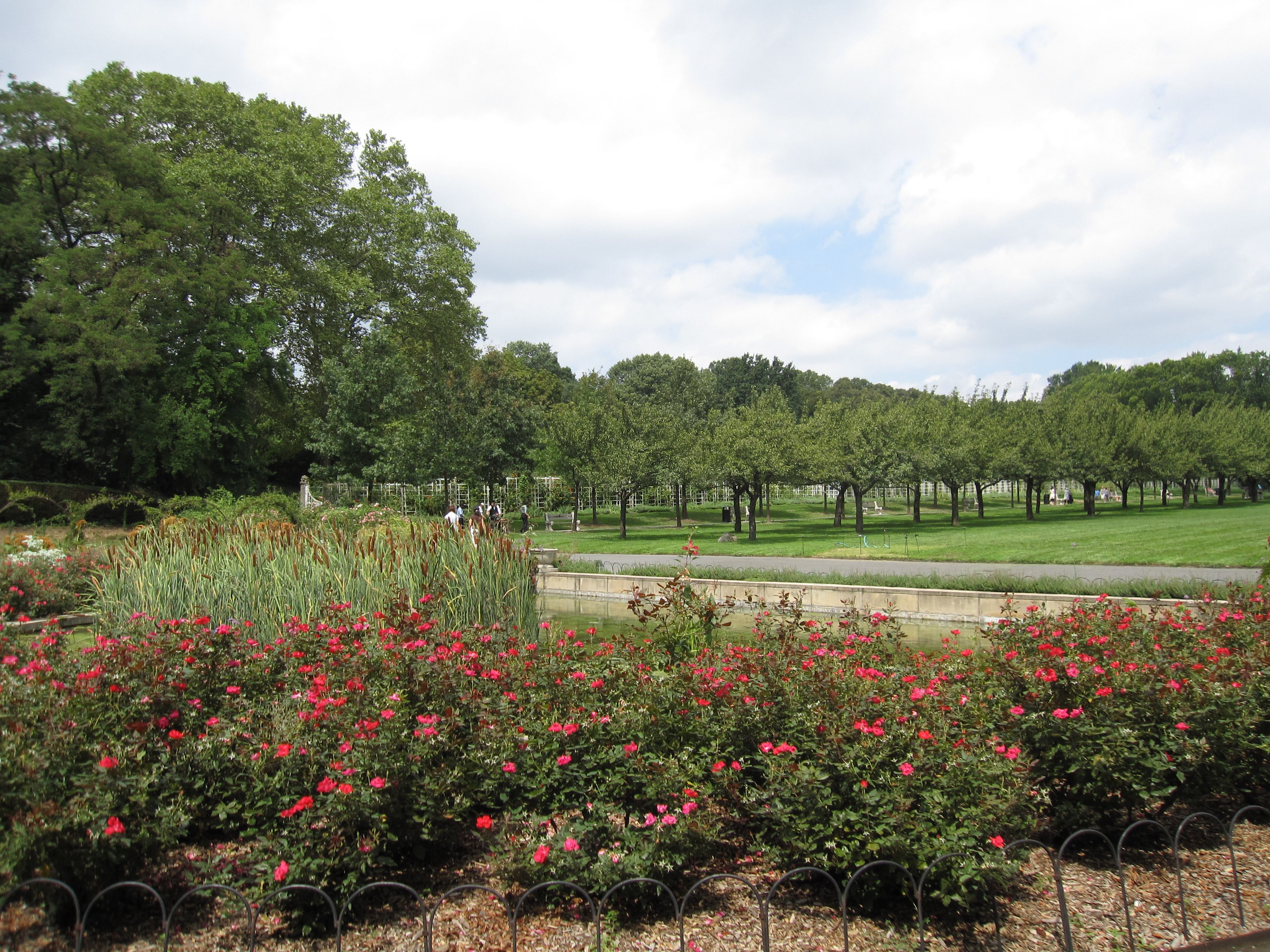
The Cranford Rose Garden

### The Cranford Rose Garden
V roce 1927, Walter V. Cranford, stavební inženýr, jehož firma postavila mnoho z podzemních tunelů v Brooklynu, darovala 15 000 dolarů na BBG pro růžovou zahradou. Výkop odhalil starou dlážděnou silnici dvě stopy pod povrchem a ledovcové balvany, které musely být odvezeny povozy.
Cranford Rose Garden byla otevřena v červnu 1928. Byl navržena Haroldem Caparnem, zahradním architektem, a Montague Free, zahradníkem. Mnoho z původně vysázených rostlin stále roste v zahradě. Je zde pěstováno více než 5000 keřů z toho téměř 1400 druhů růží, včetně volně žijících druhů, starých zahradních růží, čajohybridů, floribund, polyantek, popínavých růží, a miniaturních růží. Na zahradě jsou také kamenné sochy.

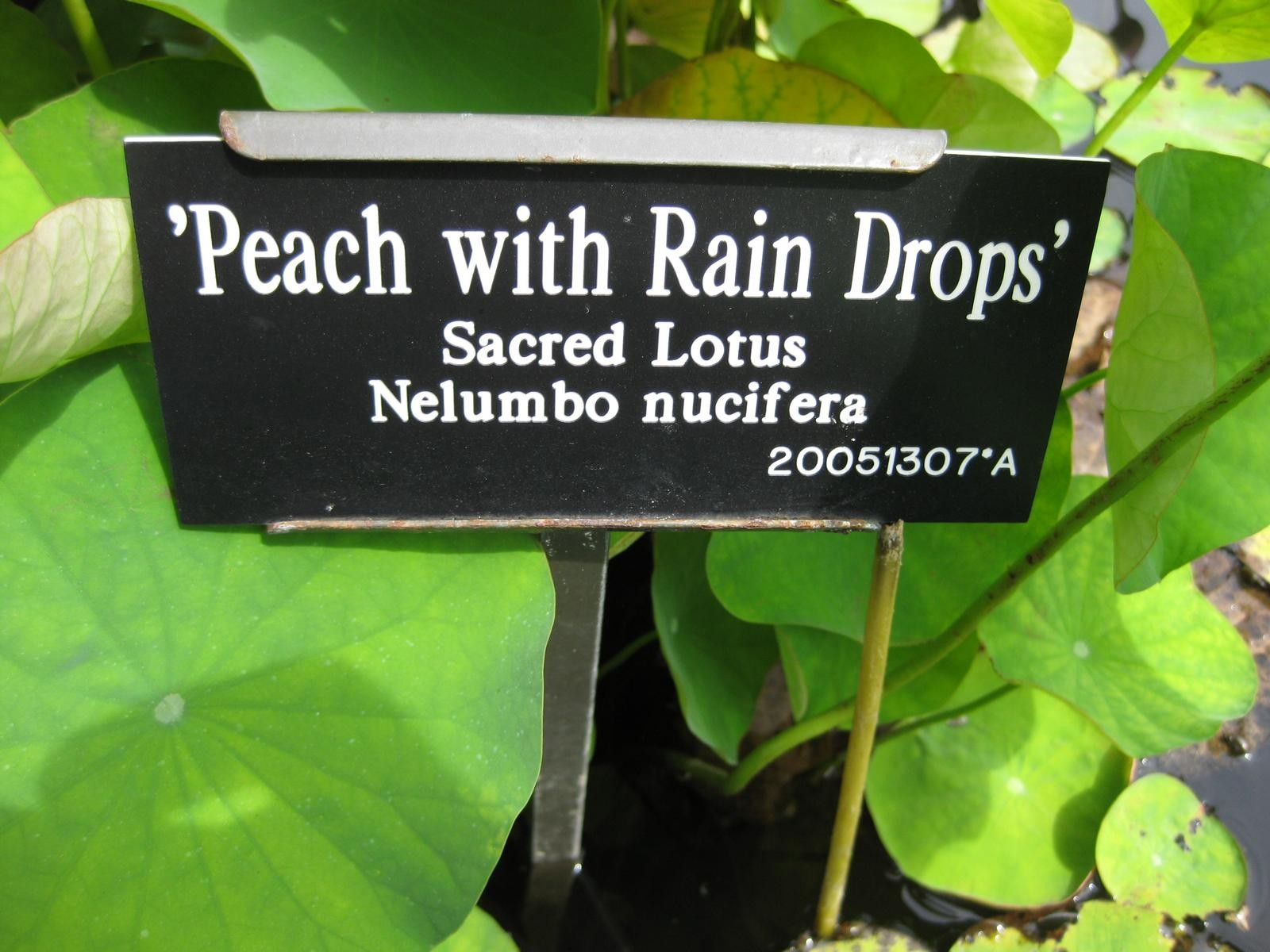
Popisek - „broskev s kapkami deště“ Nelumbo nucifera (lotos ořechonosný).

### Shakespeare Garden
Shakespeare Garden (Shakespearovská zahrada) je dar od Henry Clay Folger, zakladatele Folger Shakespeare Library ve Washingtonu, DC. Vydláždil cestu pro výstavbu BBG, původní Shakespeare garden v roce 1925. Vzhledem k tomu, se zahrada stěhovala na jiné místo na pozemku, tato zahrada ve stylu vesnické zahrady obsahuje více než 80 rostlin uvedených v hrách a básních Williama Shakespeara. Štítky u rostlin jsou popsány shakespearovskými jmény rostlin, jejich botanickými názvy, případné citacemi, a, v některých případech, grafickými znázorněními.

### Alice Recknagel Ireys Fragrance Garden
Vedle Shakespeare Garden také Fragrance Garden (Zahrada vůní) nabízí informační tabule pro návštěvníky se zdravotním postižením zraku. Byla vytvořena v roce 1955 zahradní architektkou Alice Recknagel Ireys, byla to první zahrada v zemi určená pro zrakově postižené. Všichni návštěvníci jsou vyzýváni, aby mnuli voňavé a příjemně texturované listy rostlin mezi prsty. K dispozici jsou čtyři oddíly v zahradě, s různými tématy:
- rostliny příjemné na dotek,
- rostliny s vonnými listy,
- rostliny s vonnými květy,
- kuchyňské byliny.

Zahrada je bezbariérová, všechna výsadba na záhonech je ve vhodné výšce pro osoby na vozíku. Kašna poskytuje uklidňující zvuk a místo, kde si lze umýt si ruce po dotyku různých rostlin.

### Children's Garden
BBG Children's Garden (Dětská zahrada) je jedna z nejstarších nepřetržitě funkčních dětských zahrad v botanických zahradách ve světě. Byla otevřena v roce 1914 pod vedením pedagoga BBG Ellen Eddy Shaw a funguje jako společná zahrada pro děti, a přivítá stovky dětí každý rok na pozemcích o velikosti 0,40 ha (1 akr). Tento dětský koutek je otevřen i pro GAP stážisty, kteří dostanou k přidělené místo, kde mohou pěstovat všechny druhy zeleniny a květin pro sklizeň. Zahrada také obsahuje oblast s kompostem, který je udržován pomocí GAP stážistů a zaměstnanců. BBG Children's Garden sloužila jako vzor pro podobné zahrady.

### Další tematické zahrady
Mezi další speciální zahrady v BBG patří:
- Discovery Garden (Zahrada objevů), která je určena pro malé děti
- Herb Garden, bylinková zahrada;
- Lily Pool Terrace - terasa, která obsahuje dvě velké nádrže s lekníny a koi kapry, je obklopena záhony s jednoletými a víceletými trvalkami;
- Native Flora garden, první zahrada svého druhu v Severní Americe, kde jsou původní americké rostliny. Byla nedávno rozšířena a nyní nabízí vlhké louky, suché louky, rybník, potok a dřevěný most, stanoviště které umožňuje návštěvníkům získat přehled o různých přírodních podmínkách (habitatech) a rostlinách jenž se na nichž vyskytují;
- Osborne Garden, 1,2 ha (3-akr) pozemek upravený v italském stylu zahrad, nabízí pergoly a kamenné kašny, a skalky vybudované z 18 bludných balvanů zanechané zde ledovcem v době ledové.
- Celebrity Path uctívá slavné brooklynské sousedy z dob minulých i současnosti. Například Barbra Streisand, Woody Allen, a Walt Whitman zde mají stezku s rytými dlažebními kameny. Tato cesta vede k Alfred T. White Amphitheater, kde se konají koncerty a vystoupení.
- Plant Family Collection (sbírka čeledí rostlin) zabírá asi jednu třetinu celkové rozlohy BBG, zahrnuje rostliny a stromy uspořádané podle příslušnosti k čeledi, tak aby ukázali svou evoluční vývoj od nejprimitivnějších k nejnovějším druhům. Ačkoliv nedávné studie genetiky rostlin významně změnily taxonomickou klasifikaci jednotlivých druhů , celých rodů, i čeledí rostlin a vůbec způsob řazení, jsou seskupení rostlin v Brooklyn Botanic Garden stále vhodným úvodem do různých čeledí rostlin.

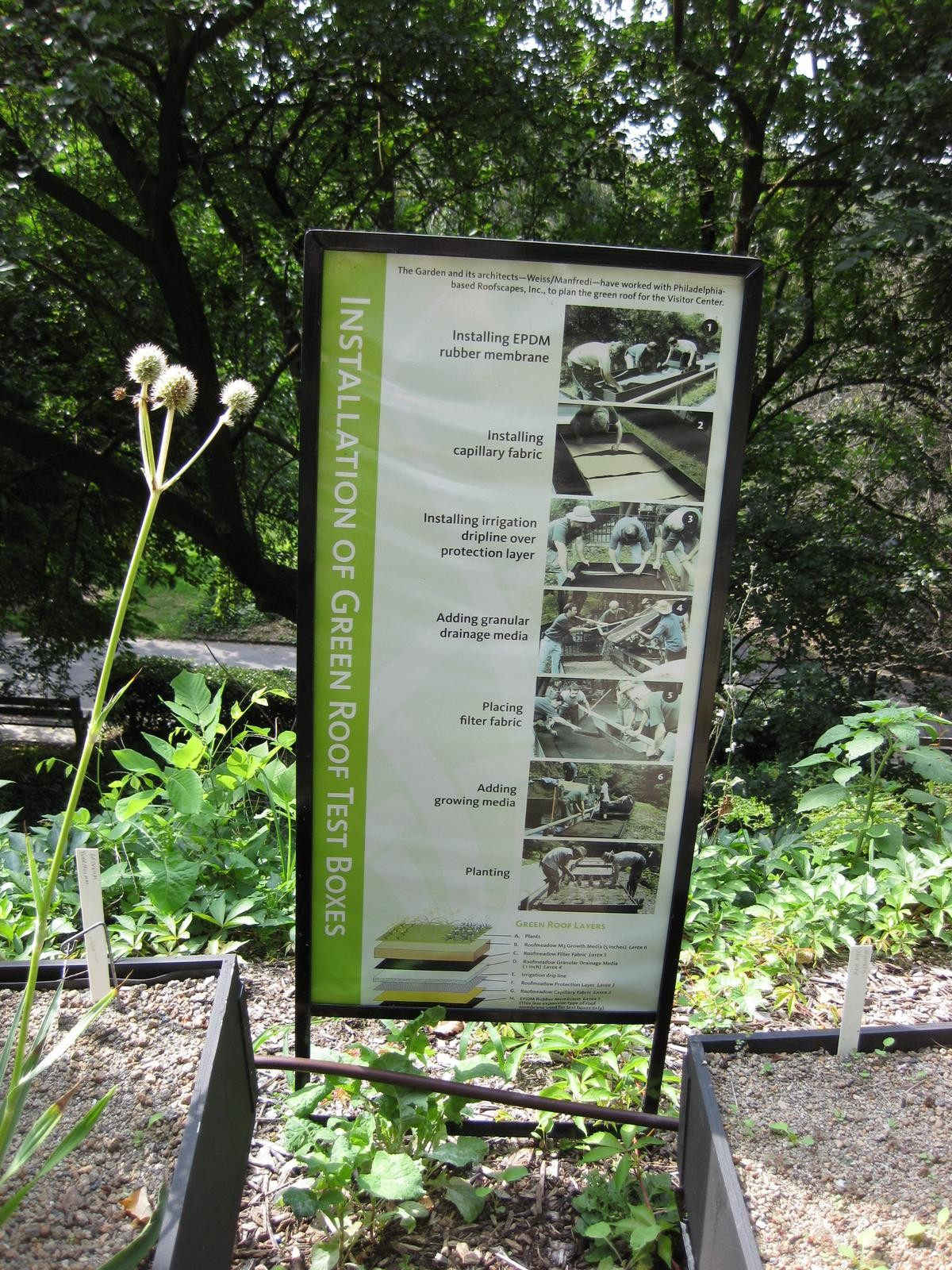
Výukové tabule v parku.

### Steinhardt Conservatory
Steinhardt Conservatory v BBG je místem kde je soustředěna rozsáhlá sbírka rostlin pěstovaných ve třech pavilonech. Ty jsou temperovány pro tropické, teplé mírné, a pouštní rostliny. Zde se také nachází:
- C.V. Starr Bonsai Museum, jedna z nejstarších sbírek zakrslých rostlin pěstovaných v nádobách;
- galerie pro příležitostné umělecké výstavy;
- Robert W. Wilson Aquatic House, se sbírkami tropických vodních rostlin, masožravkami a orchidejemi;
- Stephen K-M. Tim Trail of Evolution, která sleduje historii evoluci rostlin a dopady změny klimatu během 3 a půl miliardy let.

Zahrada má také vyhlídkové místo Overlook nad Cherry Esplanade, která umožňuje návštěvníkům získat celkový pohled na Cherry Esplanade a zahradu. Vyhlídka je také skvělým místem pro pozorování ptáků a jiných volně žijících zvířat v zahradě.

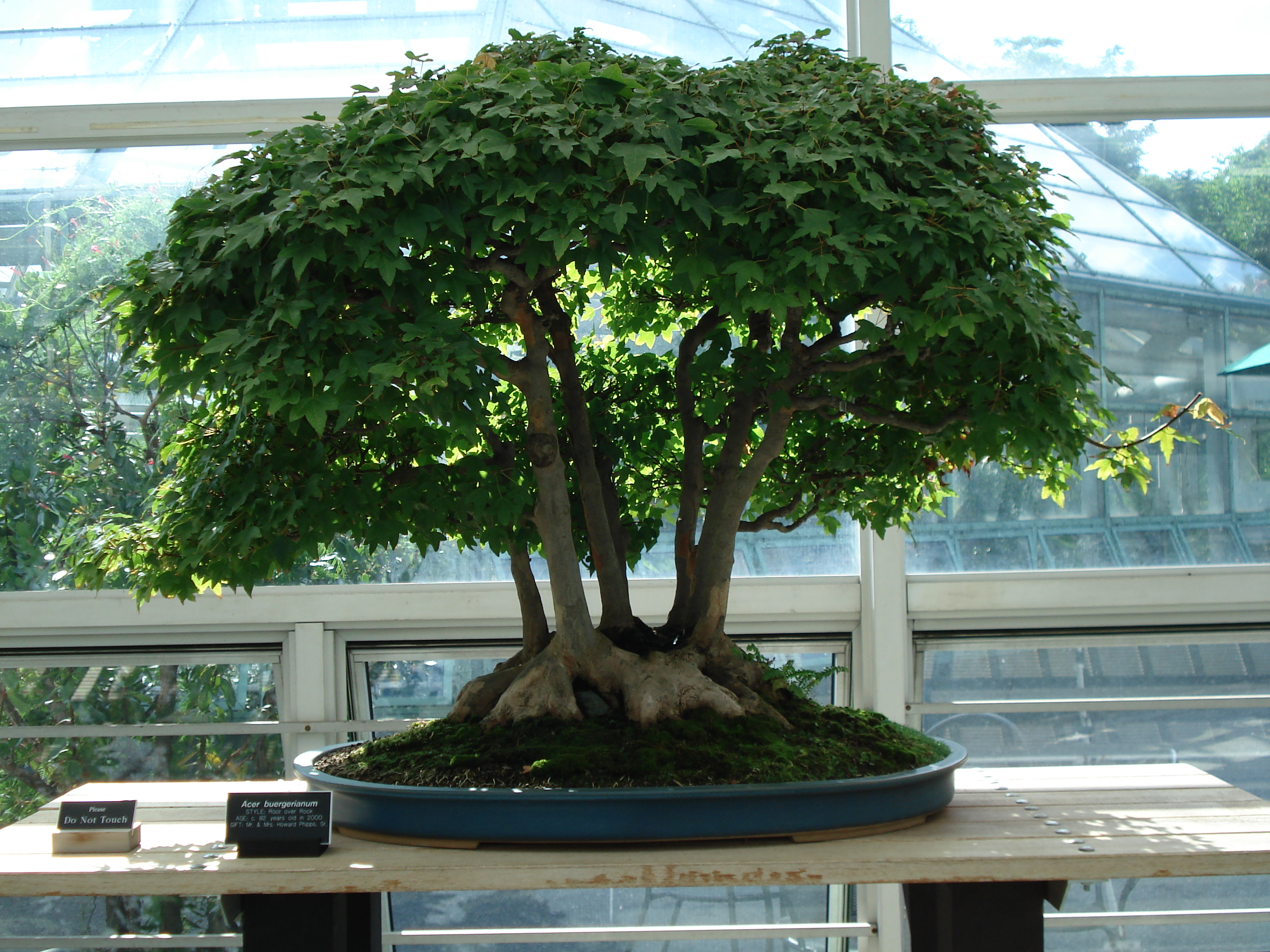
Acer Buergerianum, bonsaj.

## Výukový program
Na zahradě funguje Education department provozující celou řadu kurzů a akcí pro dospělé i děti, a také vzdělává tisíce školních a táborových skupin po celý rok.
Brooklyn Botanic Garden je zakládajícím členem Brooklyn Academy of Science and the Environment (BASE), malé veřejné vysoké školy věnované vědě, studiu životního prostředí a městské ekologii. Provoz organizace byl zahájen v roce 2003.
Kurs Field Studies course je nabízen jako doplněk Living Environment pro nově příchozí. Zde studenti tráví dvě hodiny jeden den v týdnu v BBG pro rozvoj svých vědeckých dovedností a jejich prohloubení ve venkovních vědeckých studiích. Škola je provozována mezi BBG, Prospect Park Aliance, a New York City Department of Education jako partnerský projekt. Studenti také spolupracují s vědci v BBG, kteří zde slouží jako mentoři pro pokročilé výzkumné studie studentů. BASE opustili první absolventi v roce 2007 a svého čtyřtisícího studenta oslavila v roce 2013.
BBG's Garden Apprentice Program (GAP) zajišťuje stáže pro studenty ve stupních 8 až 12 v oborech zahradnictví, vzdělávání v přírodních vědách a otázkách životního prostředí. Program nabízí studentům vzdělávací a dobrovolnické umístění s rostoucí úrovní odpovědnosti až na čtyři roky. Mnoho stážistů je najímáno na zaměstnání po absolvování programu na čtyři roky.
Discovery Garden každý týden pořádá praktické workshopy pro děti všech věkových kategorií. Zahrada nabízí mnoho interaktivních exponátů spolu s mini skupinami, které umožňují sběr a ochutnávku různé čerstvé zeleniny. Zahrada je v současné době ve výstavbě za účelem rozšíření.
Project Green Reach je edukativní program terénní vědy, který každoročně absolvuje téměř 2500 studentů a učitelů ve veřejných a neveřejných školách v zaostalých čtvrtích.

## Komunální projekty zahradničení
Greenbridge, program komunálního zahradničení v Brooklyn Botanic Garden, v němž sdílí BBG znalosti a zdroje se sousedy v Brooklynu s tím, že nabízí rezidenční a komerční zahradnické programy pro uliční sdružení, komunitní zahrady, komunitní centra a dalších skupiny.
Každoroční soutěž Greenest Block in Brooklyn (nejzelenější blok v Brooklynu) podporuje zkrášlování městské čtvrti, s tím, že nabízí kurzy v sázení truhlíků, plantáží, a stromů, a oceňuje uznáním vynikající úsilí.
Urban Composting Project, (Městský projekt kompostování) je podporován městským oddělením hygieny v New Yorku. Nabízí pomoc při kompostování a hnojivo pro komunitní zahrady a instituce a informace o kompostování pro zájemce, například majitele zahrádek v městských vnitroblocích.

## Publikační činnost
BBG vydává publikace od roku 1945, kdy zahájila americkou první sérii populárních zahradnických příruček. Na počátku 21. století, průvodce Brooklyn Botanic Garden All-Region Guides nadále poskytuje informace pro amatérské zahradníky s praktickými informacemi o tématech, jako jsou zahradní design, skvělé rostliny a zahradnické techniky. Poslední titul, Native Alternatives to Invasive Plants (Místní alternativy k invazivním rostlinám), používá rozsáhlé znalosti BBG o invazních rostlinách k vzdělávání zahradníků v problému invazních druhů a přírodních alternativách zahradních rostlin.
Webové stránky BBG, bbg.org, ukazuje zahradu a její programy a poskytuje informace pro amatérské zahradníky v oblíbených tématech, jako je botanická zahrada a environmentální zahradnictví. Nové funkce jsou přidávány každý týden, včetně sezónních interaktivních průvodců, jako "ID Your Holiday Tree" a "Cherry Watch", a on-line zdroje, jako je Metropolitan Plant Encyclopedia. BBG sbírka historických fotografií a diapozitivů byla v donedávna k dispozici on-line. Webové stránky byly jedněmi z prvních, které v souladu s federálními zákony byly upraveny tak, aby informační technologie byly stejně přístupné i osobám se zdravotním postižením.

## Galerie

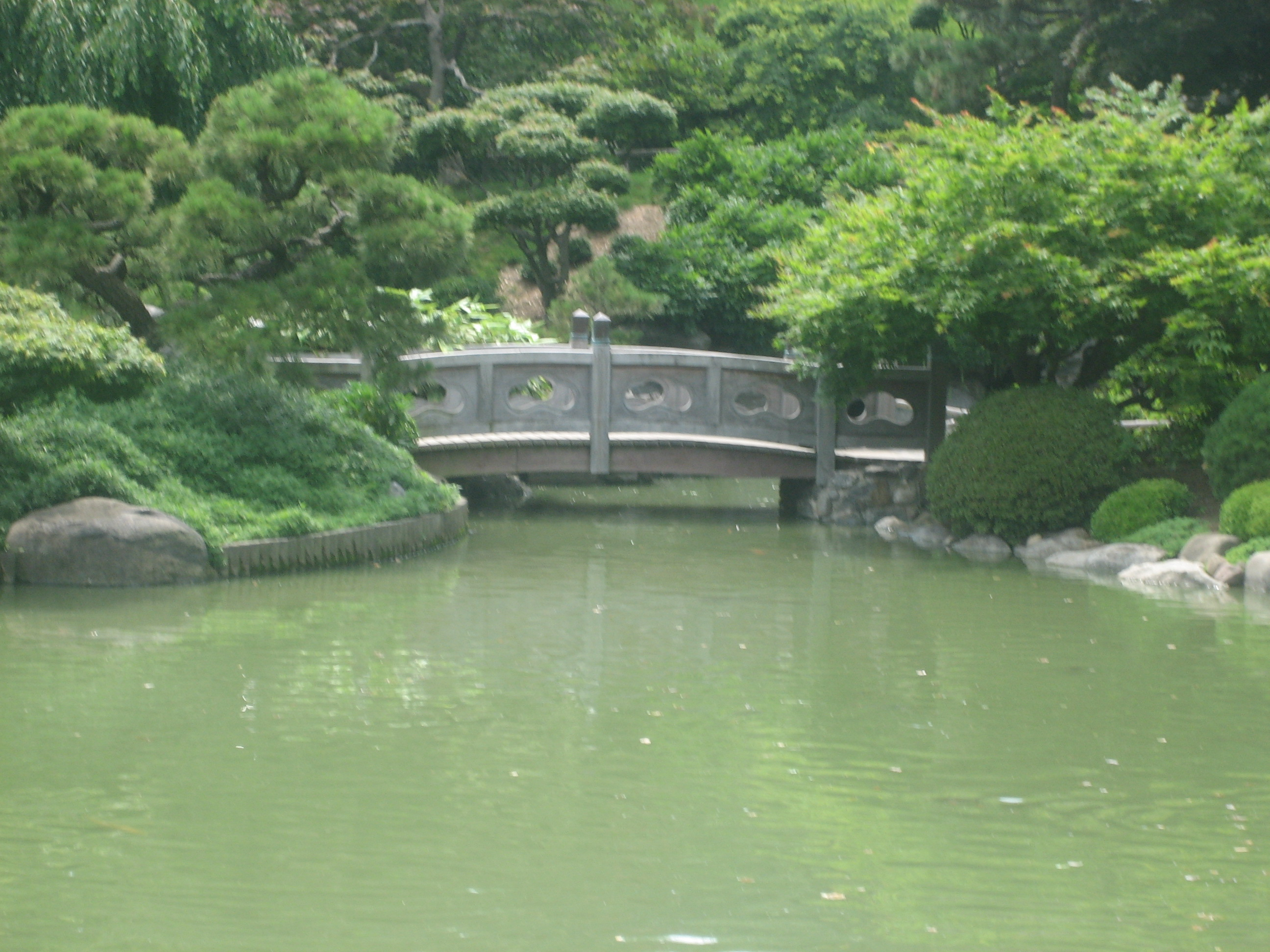
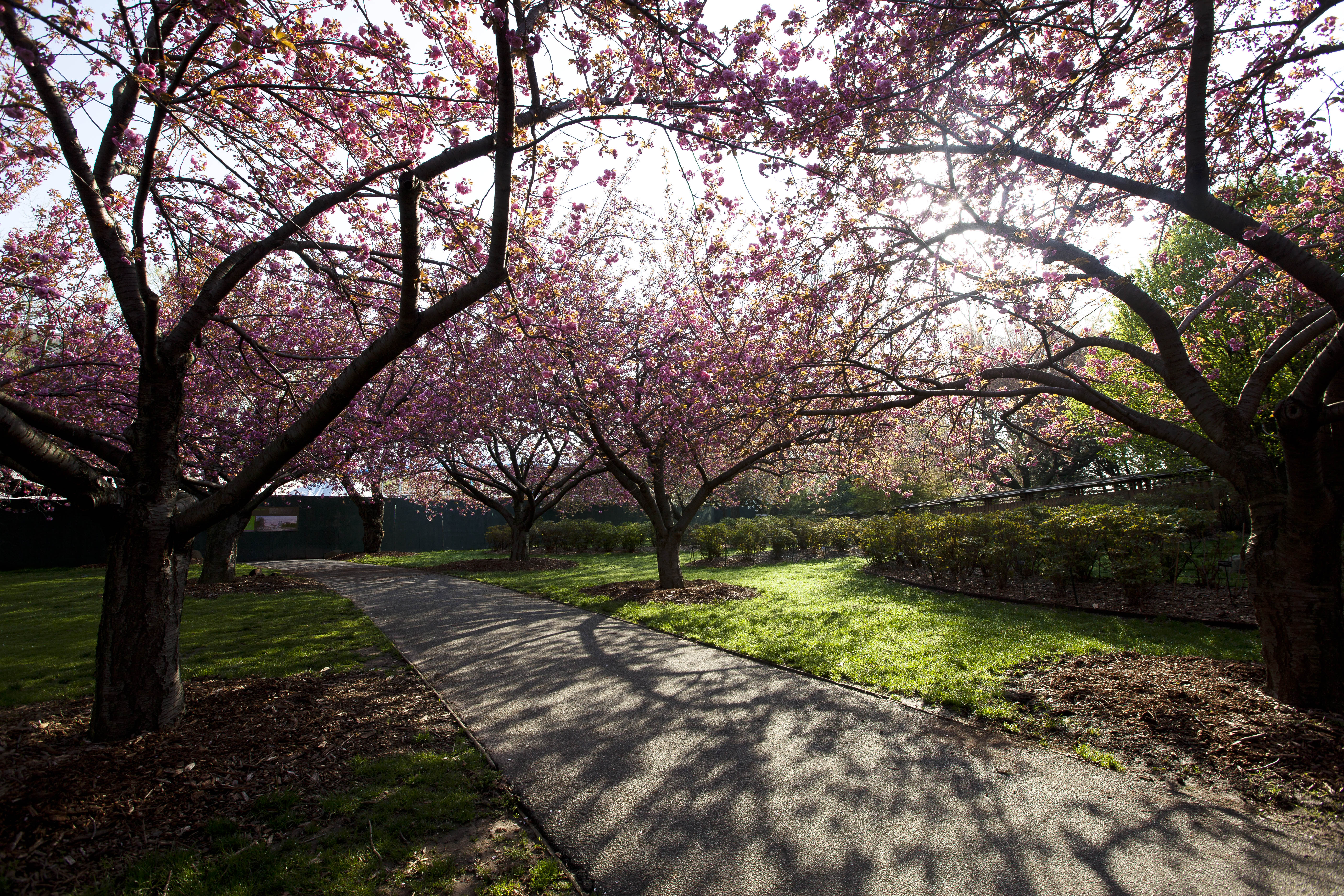
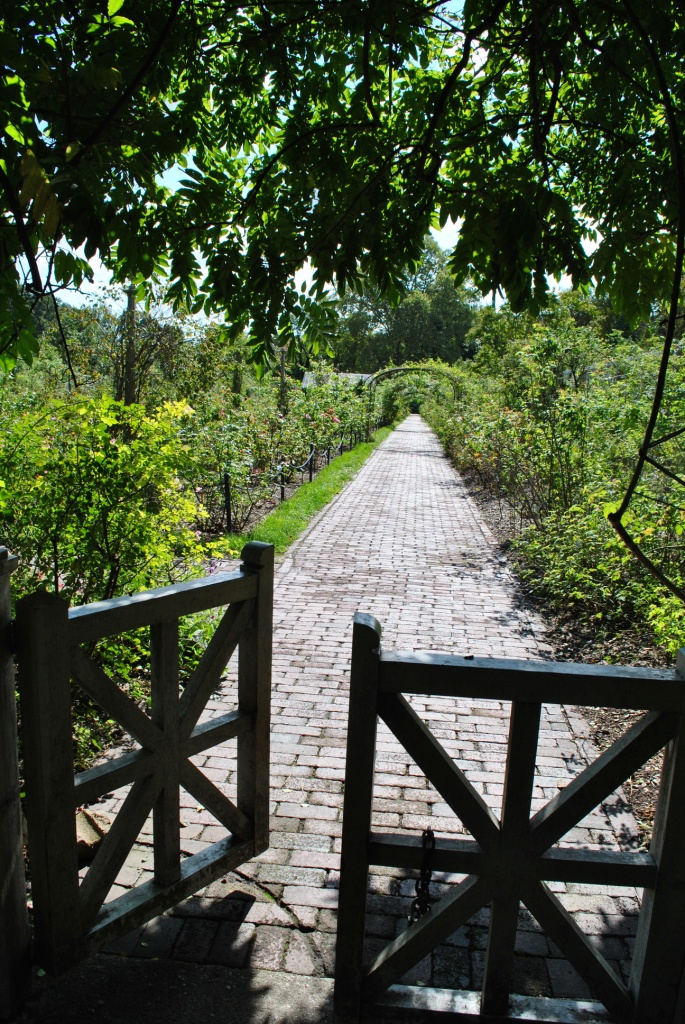
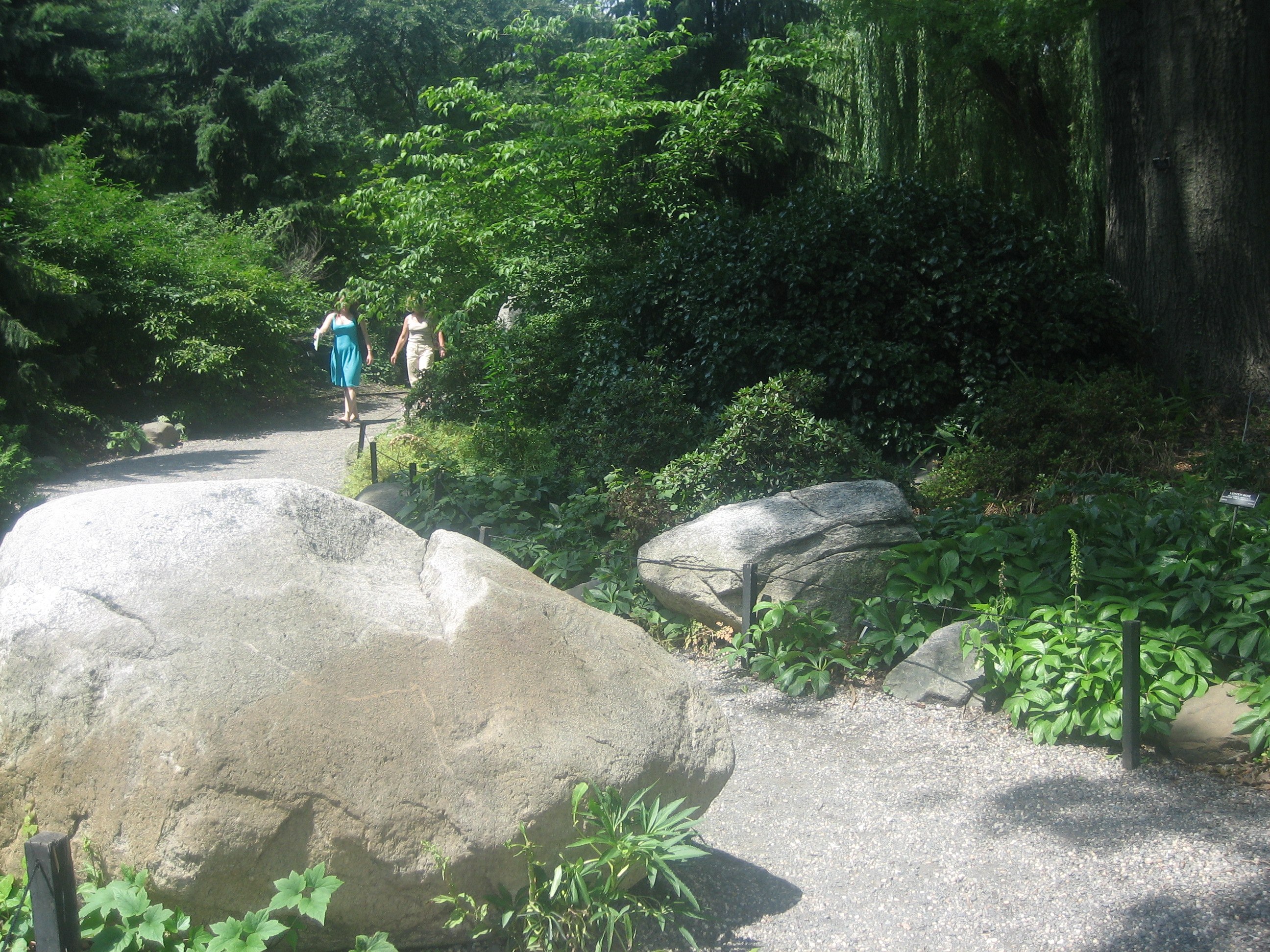
Úprava cesty.
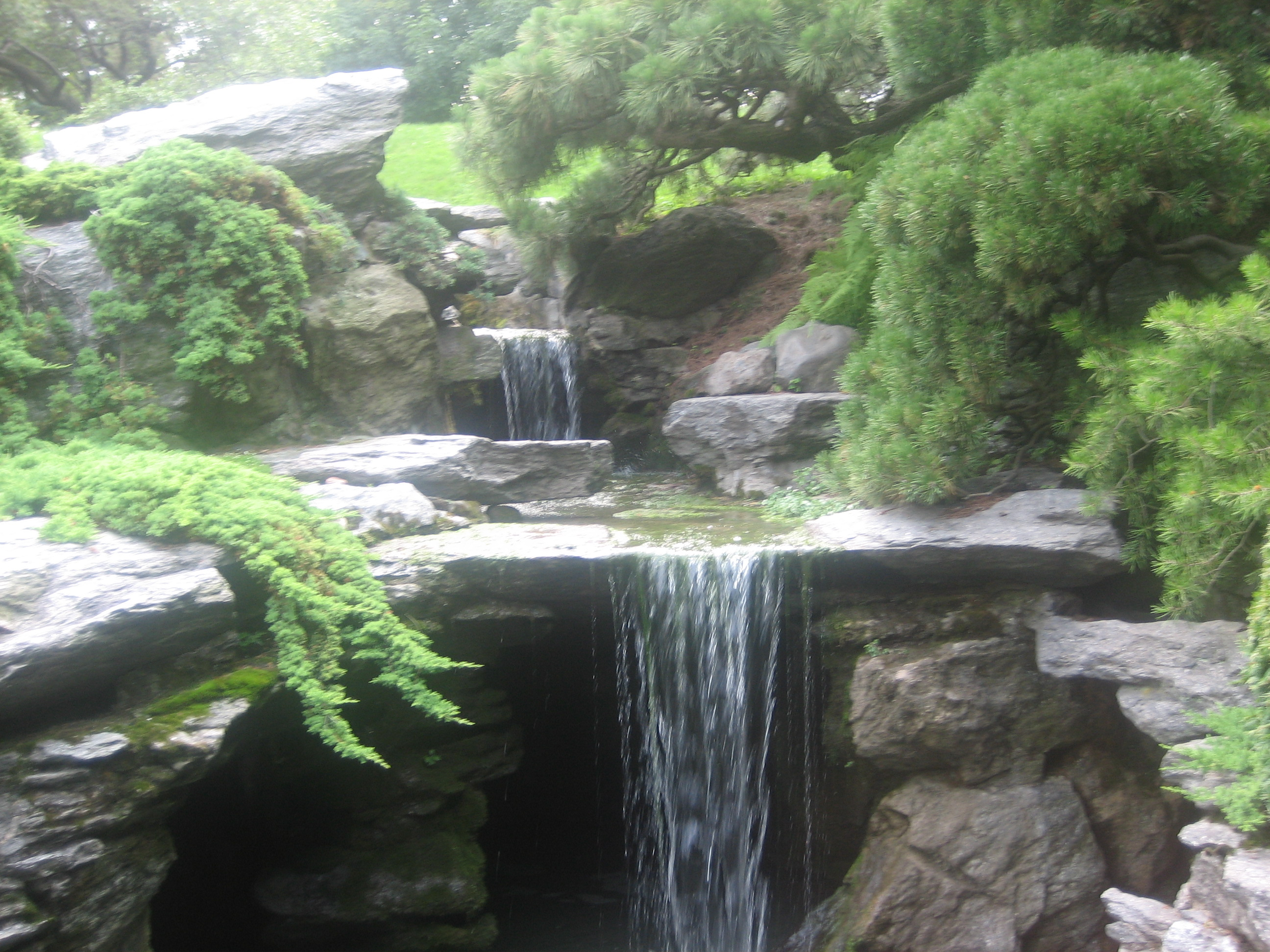
Vodní prvky